# Rubus insulariopsis
Rubus insulariopsis är en rosväxtart som beskrevs av Heinrich E. Weber. Rubus insulariopsis ingår i släktet rubusar, och familjen rosväxter. Utöver nominatformen finns också underarten R. i. rectispinus.